# Charaxes lycurgus
Charaxes lycurgus är en fjärilsart som beskrevs av Fabricius 1793. Charaxes lycurgus ingår i släktet Charaxes och familjen praktfjärilar. Inga underarter finns listade i Catalogue of Life.

## Bildgalleri

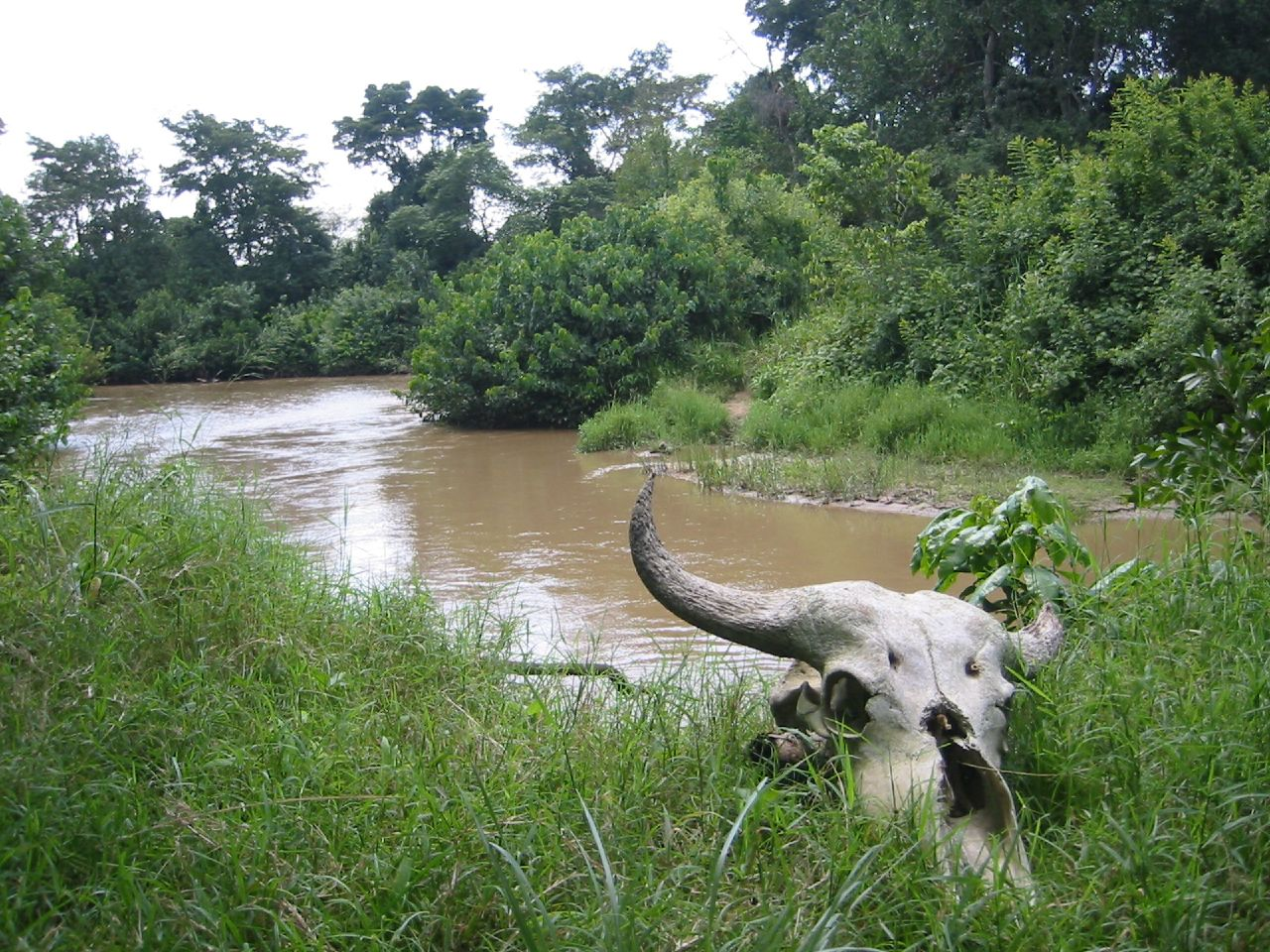